# هوراسيو غوتيريز
هوراسيو غوتيريز (بالإنجليزية: Horacio Gutiérrez)‏ هو عازف بيانو كوبي وأمريكي، ولد في 28 أغسطس 1948 في هافانا في كوبا.

## وصلات خارجية
- هوراسيو غوتيريز على موقع IMDb (الإنجليزية)
- هوراسيو غوتيريز على موقع ميوزك برينز (الإنجليزية)
- هوراسيو غوتيريز على موقع ديسكوغز (الإنجليزية)